# Миранда, Леонель
Леонель Ариэль Миранда (исп. Leonel Ariel Miranda; родился 7 января 1994, Авельянеда, Аргентина) — аргентинский футболист, полузащитник клуба «Банфилд».

## Клубная карьера
Миранда начал профессиональную карьеру в клубе «Индепендьенте». В начале 2013 года он был включен в заявку основной команды. 4 февраля года в матче против «тигре» Леонель дебютировал в аргентинской Примере. 24 февраля в поединке против «Расинга» из Авельянеды Миранда забил свой первый гол за «Индепендьенте».
В начале 2015 года Леонель на правах аренды перешёл в американский «Хьюстон Динамо». 8 марта в матче против «Коламбус Крю» он дебютировал в MLS, заменив во втором тайме Уилл Брюин. 26 июля в поединке против «Лос-Анджелес Гэлакси» он забил свой первый гол за «Хьюстон Динамо».
Летом 2016 года Миранда перешёл в «Дефенса и Хустисия». 4 сентября в поединке Кубка Аргентины против «Бельграно» он дебютировал за новую команду. 3 декабря в поединке против «Атлетико Рафаэла» Леонель забил свой первый гол за «Дефенса и Хустисия».